# Selknamella
Selknamella es un género de foraminífero bentónico de la subfamilia Remaneicinae, de la familia Remaneicidae, de la superfamilia Trochamminoidea, del suborden Trochamminina, y del orden Trochamminida. Su especie tipo es Selknamella basketi. Su rango cronoestratigráfico abarca desde el Ypressiense (Eoceno inferior).

## Discusión
Clasificaciones previas incluían Selknamella en el suborden Textulariina del orden Textulariida. Otras clasificaciones lo han incluido en el orden Lituolida.

## Clasificación
```
Selknamella
 incluye a la siguiente especie:
```

- Selknamella basketi †